# 立花誠吾
立花 誠吾（たちばな せいご、1997年8月1日 - ）は、日本のプロレスラー。東京都新宿区出身。

## 略歴
2015年、W-1が設立したプロレス学校、プロレス総合学院の一期生として入学、2016年3月に卒業記念試合でデビューする。
その後、W-1の若手育成大会「WRESTLE-1 Starting Point」の第7回大会にて同期の頓所隼ともに抜擢され、W-1本戦シリーズにも合流を果たす。8月6日、頓所からデビュー後初勝利を挙げた。
2016年11月12日に旗揚げされた「プロレスリングA.C.E」の所属選手となる。
2017年8月11日、W-1後楽園ホール大会で児玉裕輔、芦野祥太郎と新ユニットEnfants Terriblesを結成すると、キャラクターもファイトスタイルも一新。「極悪ヤンキー」を標榜するヤクザスタイルとなる。WRESTLE-1リザルトチャンピオンシップタイトルマッチで伊藤貴則から勝利して3代目王者となるも、9月2日の横浜文化体育館大会でリマッチ権を行使した伊藤に敗戦してしまい王座から転落。後日、リマッチ権を行使して10月8日、兵庫県の神戸サンボーホール大会での再戦が決定した。
9月21日、伊藤と共に10月1日付でこれまで所属していたプロレスリングA.C.EからWRESTLE-1への所属になることが発表された。
10月9日、GENスポーツパレスでのプロレスリングA.C.E Vol.7に出場し、同団体からの卒業試合に出場した。対戦相手は旗揚げ戦からの因縁があるDRAGON GATEの新井健一郎であったが、得意技のシルバーロックでのギブアップ勝ちでリベンジを果たし、A.C.Eでのラストマッチを有終の美で締めくくった。
10月21日、茨城・霞ヶ浦文化体育館大会にて黒潮"イケメン"二郎&土肥孝司&熊ゴローの保持するUWA世界6人タッグ王座に芦野と児玉とのトリオで挑戦して勝利し、第60代トリオ王者となる。
2018年5月6日、後楽園ホール大会のメインイベント終了後、芦野に行動を促されたドランク・アンディからドリル・ア・ホールパイルドライバーを喰らい、直後にドランクのマスクを脱ぎ捨てた新井からも罵倒され、Enfants Terriblesを追放された。
5月13日、埼玉・春日部ふれあいキューブ大会にて右腕を骨折し、9月2日の横浜文化体育館大会にて復帰するも、三度同じ個所の負傷で欠場を余儀なくされてしまう。
この頃からイケメンとの因縁が勃発すると、お互いへの罵り合いや試合など紆余曲折を経て互いを認め合うようになり、タッグを結成したりコラボTシャツ発売など翌年3月、イケメンがW-1を退団する際には立花も別れを惜しんで涙を流すほどの信頼関係を築くまでとなり、名コンビぶりを発揮した。
2019年6月2日、後楽園ホール大会にて開幕したWRESTLE-1 GRAND PRIX 2019に副社長の近藤修司推薦枠で初出場。開幕前までは芦野に相手にされていなかったものの、気迫と闘志溢れる闘いを見せ 、観客からも芦野からも評価される試合となった。試合後には芦野からもう一度ユニットに戻るかと呼びかけられたが、ユニット入りするよりも自分の力で這い上がってみせると固辞し、今後の飛躍を誓った。
6月11日、新木場1stRING大会にて河野真幸とアレハンドロの保持するWRESTLE-1タッグチャンピオンシップに近藤とのタッグで挑戦。要所要所で近藤との好連携を見せると、最後は立花が必殺のえびす落としでアレハンドロから3カウントを奪取して勝利。第18代タッグ王者となった。次期挑戦者に芦野を指名すると、試合や場外乱闘など再びEnfants Terriblesと因縁が勃発しそうになるが、首の負傷により王座を返上、防衛戦は実現しなかった。12月26日に復帰すると、31日には全日本プロレスのヨシタツが持つGAORA TV チャンピオンシップに挑戦、健闘するも惜敗した。
団体内での存在感を徐々に高めていた立花だが、そのWRESTLE-1が活動停止となってしまい、2020年3月31日付を以てフリーランスとなる。以降はDDTプロレスリングや全日本プロレスに参戦。
しかし、全日本プロレスではGAORA王座を巡る争いで因縁のあったヨシタツに翻弄され、ヨシタツ・キングダムの岡田佑介とのシングルマッチを突如カベジェラ・コントラ・カベジェラに強制変更。結局試合に敗れてしまうと勝者の岡田ではなく、何故か立花がヨシタツに髪を切られてしまい、なし崩し的にヨシタツ・キングダムに組み入れられていく。しかしながら、そのヨシタツとのタッグで2度にわたる全日本プロレスTV認定6人タッグ王座の戴冠、2021年の世界最強タッグ決定リーグ戦へのエントリーと、奇妙で複雑な関係が続いた。
2022年8月20日、立花は元W-1の芦野、児玉、本田竜輝と新ユニット「GUNGNIR OF ANARCHY」を結成する。
9月16日、立花はテレビ朝日のバラエティー番組『千鳥大悟の忖度なき提言』に出演、千鳥の大悟より「花畑 正男」への改名を提案された。10月23日のアジアタッグ王座選手権試合で、勝利した際には「花畑 正男」、負けたら「男（お）」への改名を約束させられ、結果は敗退となった。しかし王者組から健闘を讃えられ、急遽「花畑正 男（はなばたけまさ お）」に改名となった。
2023年10月21日、リングネームを本名の「立花 誠吾」に戻すことを発表。黒潮TOKYOジャパンからの進言のほか、立花誠吾として何かを残したいとの理由による。
2025年3月29日、諏訪魔とのシングルマッチで秒殺された。しかし、直後にバカの時代のメンバーにリング上で襲撃され、鈴木秀樹にロメロ・スペシャルで拘束されながら加入を半ば強制される形でバカの時代に加入した（させられた？）

## 得意技
ヤンキーハンマー
後頭部へのランニング・エルボースタンプ
シルバーロック
足掛け式チキンウィング・アームロック。
アングル・スラム
えびす落とし
腕極め式アングル・スラム
イケメン落とし
インプラントと同型。
ランニング・エルボー
ノータッチ・トペ・コン・ヒーロ

## 人物

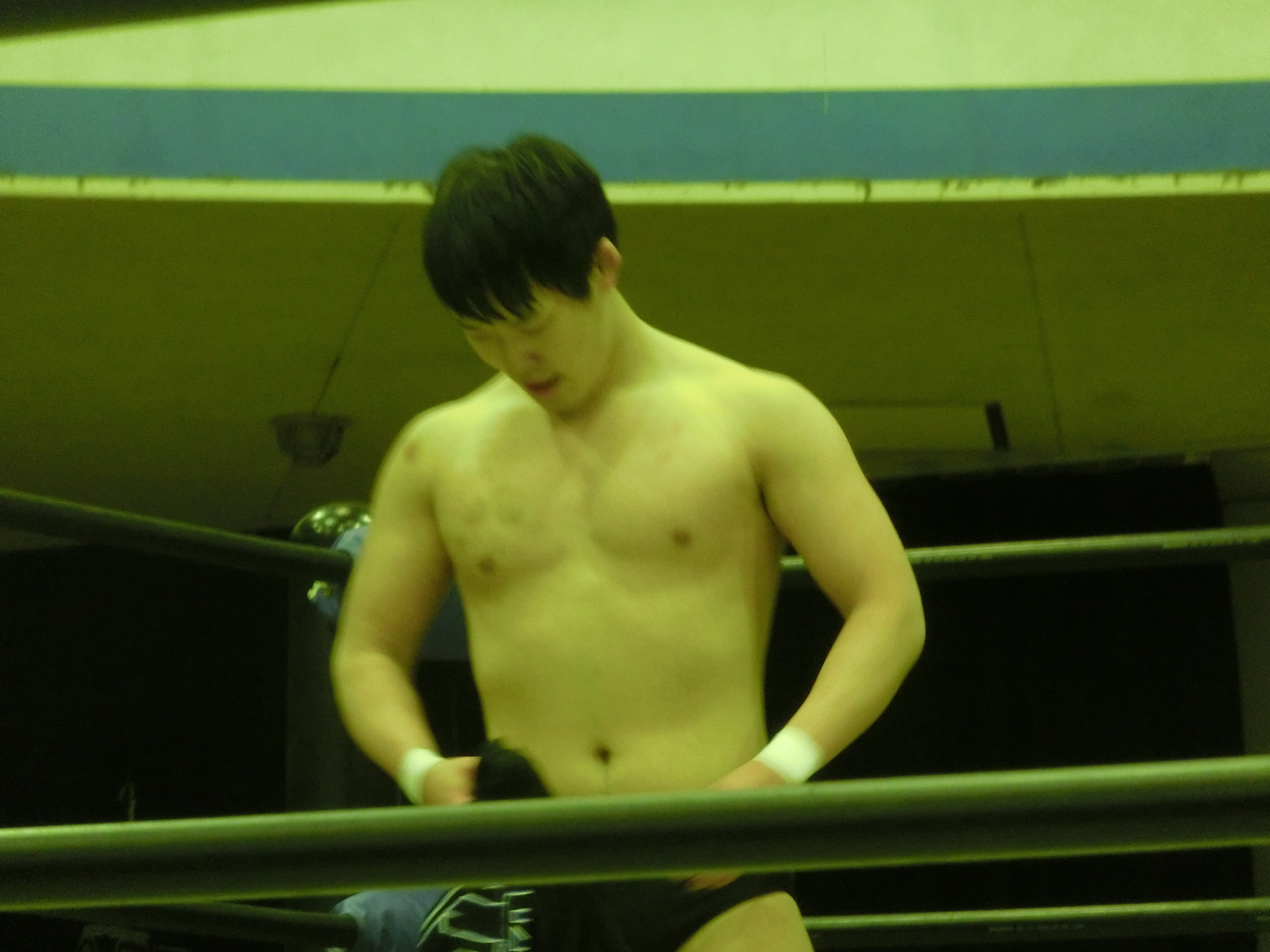
ACE所属時代（2017年）の立花。

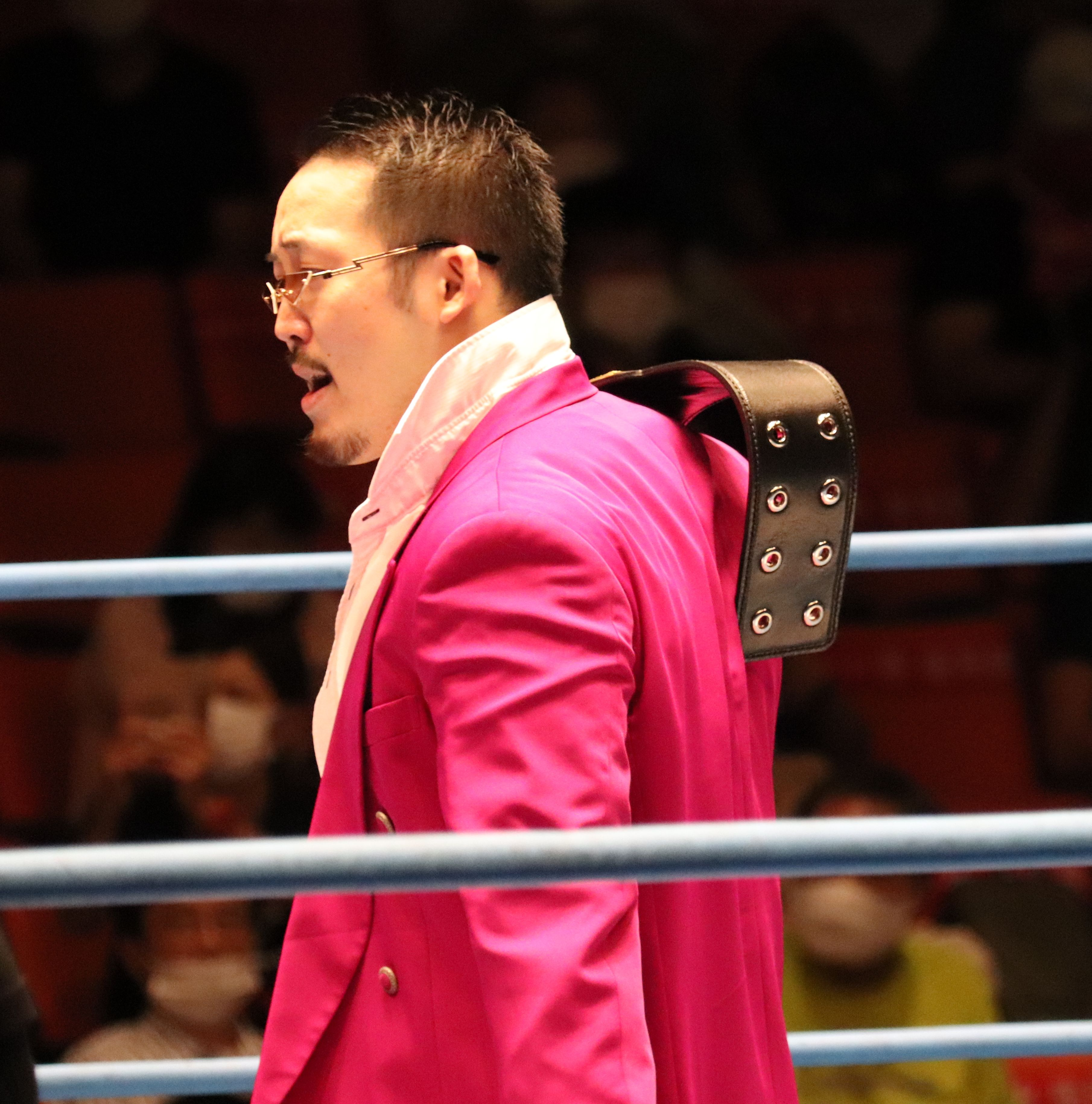
入場時の立花（2021年）。

立花は、デビュー以来しばらくプロレスリングA.C.Eでは唯一の黒いショートタイツであった。2017年8月よりオレンジ色の模様入り黒ショートタイツ。見た目もキャラクターも一新し、時折竹刀などを使ったラフファイトを駆使するようになった。（現在は、竹刀による攻撃を封印している。）
ヤンキーキャラクター転向後も、メンチなどのパフォーマンス以外は比較的オーソドックスなファイトスタイルである。

## タイトル歴
全日本プロレス
- GAORA TV チャンピオンシップ (第25代、第27代)
- アジアタッグ王座（第116代 w/ 児玉裕輔）
- 全日本プロレスTV認定6人タッグ王座（第3代 w/ ヨシタツ&カーベル伊藤、第4代 w/ ヨシタツ&植木嵩行）

WRESTLE-1
- WRESTLE-1リザルトチャンピオンシップ（第3代）
- WRESTLE-1タッグチャンピオンシップ（第18代 w/ 近藤修司）
- UWA世界6人タッグ王座（第60代 w/ 芦野祥太郎&児玉裕輔）

GLEAT
- G-INFINITY王座（第7代 w/ 黒潮TOKYOジャパン）

SMASH
- SMASH王座（第5代）

## 入場曲
- 荒狂曲"シンセカイ" 〜orchestra編〜（BIGMAMA）

## 出演

### CM
- 花王「バスマジックリン スーパークリーン」新発売編（2018年5月 - ）[14]

### テレビドラマ
- 焼肉プロレス（2019年、テレビ大阪） - 指名手配犯 館誠一 役

### バラエティ
- 千鳥大悟の忖度なき提言（2022年9月16日、テレビ朝日）